# Cloverdale (Califórnia)
Cloverdale é uma cidade localizada no estado americano da Califórnia, no condado de Sonoma. Foi incorporada em 28 de fevereiro de 1872.

## Geografia
De acordo com o United States Census Bureau, a cidade tem uma área de 6,9 km², onde todos os 6,9 km² estão cobertos por terra.

### Localidades na vizinhança
O diagrama seguinte representa as localidades num raio de 40 km ao redor de Cloverdale. 

## Demografia
Segundo o censo nacional de 2010, a sua população é de 8 618 habitantes e sua densidade populacional é de 1 255,63 hab/km². É a cidade que, em 10 anos, teve o maior crescimento populacional do condado de Sonoma. Possui 3 427 residências, que resulta em uma densidade de 499,31 residências/km².